# Oriel Park
 (avril 2025).
Si vous disposez d'ouvrages ou d'articles de référence ou si vous connaissez des sites web de qualité traitant du thème abordé ici, merci de compléter l'article en donnant les références utiles à sa vérifiabilité et en les liant à la section « Notes et références ».
Oriel Park est un stade de football à Dundalk dans le Comté de Louth en Irlande. Il a une capacité d’accueil de 9 000 places.
Le club résident est le Dundalk Football Club. Le stade a été inauguré en 1919.

## Histoire
En février 2005, le club du Dundalk FC annonce un programme de rénovation complète du stade. Le terrain en herbe est remplacé par une surface synthétique pour une somme de 1.5 million d’euros. C’est le premier terrain irlandais à être ainsi équipé. En 2006 le stade a été agrémenté d’un centre de formation et d’un ensemble de structure d’accueil des sportifs : vestiaires, salles diverses, centre de médias et un parking souterrain. En 2007, le toit de la tribune principal est remplacé après avoir été endommagé après un orage particulièrement violent. La capacité du stade est restreinte de 12 200 places à 6 000 places pour des raisons de sécurité et de normes européennes. En 2008, la capacité est remontée à 9 000 places.
Avec la qualification du Dundalk FC pour la saison 2010-2011 de Ligue Europa, le club décide d’entreprendre une nouvelle transformation du stade avec la mise en place d’une nouvelle tribune assise de 3 000 places. Cet agrandissement doit permettre au stade d’accueillir des matchs de Ligue Europa et des matchs internationaux des catégories de jeunes. En 2016, le stade ne peut pas accueillir les rencontres de Ligue Europa de Dundalk, n'étant pas à la hauteur des normes UEFA, et contraint le club à jouer ses matchs à domicile à l'Aviva Stadium. Le club entreprend alors en début d'année 2017 une rénovation du terrain et une augmentation de la capacité. Le stade obtient le statut UEFA de stade de catégorie 2 quelques mois plus tard, ce qui permet au Dundalk FC d'y disputer ses matchs européens à domicile en 2017-2018.